# دونالد ای. برونلی
دونالد ای. برونلی (به انگلیسی: Donald E. Brownlee)؛ دونالد یوجین برونلی (زادهٔ ۲۱ دسامبر ۱۹۴۳) استاد ستاره‌شناسی در دانشگاه واشنگتن (سیاتل، واشینگتن) و پژوهشگر اصلی مأموریت فضاپیمای استارداست ناسا است. رشته‌های اولیه پژوهشی او عبارتند از اخترزیست شناسی، دنباله‌دارها، و گرد و غبار کیهانی. دونالد برونلی در لاس وگاس، نوادا متولد شده‌است. او، و نویسنده و دیرین‌شناس پیتر وارد، در نگارش دو کتابِ: «زمین سیارهٔ نایاب: چرا زندگی پیچیده (زمینی) در جهان غیرمعمول است؟»، و «زندگی و مرگ سیارهٔ زمین» با هم همکاری داشته‌اند.